# Tagabawa jezik
Tagabawa jezik (tagabawa bagobo, tagabawa manobo; ISO 639-3: bgs), austronezijski jezik uže skupine manobo, kojim govori 43 000 ljudi (1998 SIL) u kraju oko planine Apo i gradu Davao City na otoku Mindanao, Filipini.
S jezicima cotabato manobo [mta] i sarangani manobo [mbs] čini južnomanobsku podskupinu. Piše se na latinici; radio programi Etnička greupa zove se Tagabawa Manobo i jedna je od 8 manobo skupina.

## Vanjske poveznice
- Ethnologue (14th)
- Ethnologue (15th)